# Väinö Perttunen
Väinö Aleksanteri Perttunen (ur. 12 września 1906 w Kemi, zm. 8 września 1984 tamże) – fiński zapaśnik, dwukrotny mistrz Europy, olimpijczyk.

## Życiorys
Walczył w stylu klasycznym, w wadze koguciej (do 56 kg). Zajął w niej 4. miejsce na mistrzostwach Europy w 1933 w Helsinkach.
Na igrzyskach olimpijskich w 1936 w Berlinie wygrał z Hüseyinem Erkmenem z Turcji, przegrał z Jakobem Brendelem z Niemiec, a następnie wygrał z Ferdinandem Hýžą z Czechosłowacji, Robertem Voigtem z Danii i Iosifem Töjärem z Rumunii, zajmując 4. miejsce.
Zdobył złoty medal w wadze koguciej na mistrzostwach Europy w 1937 w Paryżu, wyprzedzając Egona Svenssona ze Szwecji i Antonína Nicia z Czechosłowacji. Powtórzył ten sukces na kolejnych mistrzostwach Europy w 1938 w Tallinnie, tym razem przed Kurtem Pettersénem ze Szwecji i Ferdinandem Schmitzem z Niemiec.